# Zhang Nan (giocatore di badminton)
Zhang Nan (张楠S, Zhāng NánP; Pechino, 1º marzo 1990) è un giocatore di badminton cinese, vincitore della medaglia d'oro nel doppio misto ai Giochi olimpici di Londra 2012 in coppia con Zhao Yunlei.

## Palmarès
- Giochi olimpici

Londra 2012: oro nel doppio misto.
Rio de Janeiro 2016: oro nel doppio maschile e bronzo nel doppio misto.
- Mondiali

Londra 2011: oro nel doppio misto.
Canton 2013: bronzo nel doppio misto.
Copenhagen 2014: oro nel doppio misto.
Jakarta 2015: oro nel doppio misto.
- Giochi asiatici

Canton 2010: oro nel doppio maschile e argento nel doppio misto.